# Плоткин, Марк Аронович

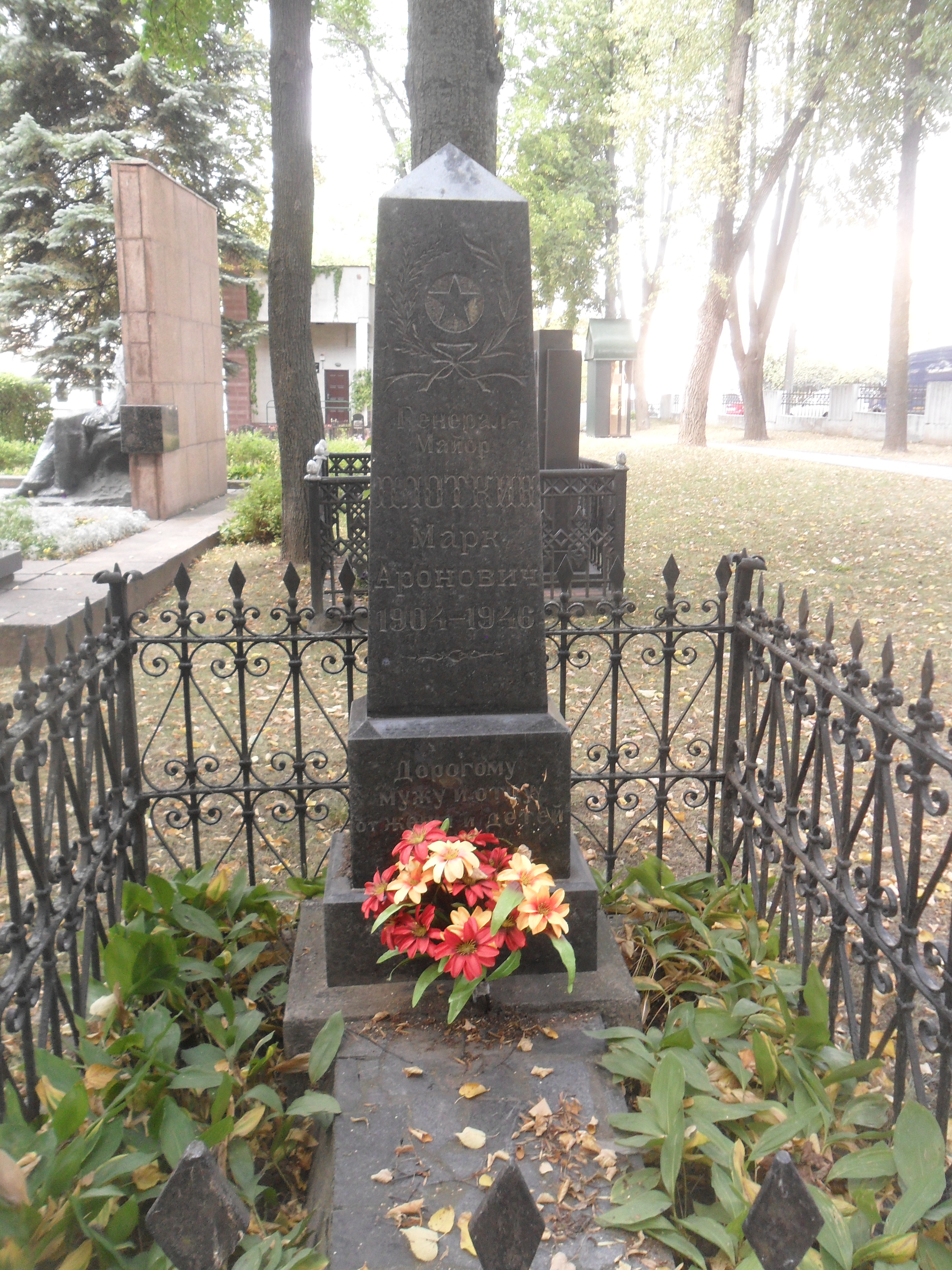
Могила Плоткина на Военном кладбище Минска.

Марк Аронович Плоткин (1904—1946) — генерал-майор Советской Армии, участник Гражданской и Великой Отечественной войн.

## Биография
Марк Плоткин родился 19 марта 1904 года в Витебске. После окончания четырёх классов еврейской школы работал на заводе. В 1919 году Плоткин пошёл на службу в Рабоче-крестьянскую Красную Армию. Участвовал в боях Гражданской войны. После её окончания продолжил службу в армии. В 1924 году Плоткин окончил военную школу связи, в 1941 году — курсы усовершенствования при Военной академии связи РККА.
В годы Великой Отечественной войны Плоткин был начальником связи 48-го стрелкового корпуса, начальником связи 28-й армии. 5 мая 1945 года ему было присвоено звание генерал-майора войск связи. В послевоенное время служил начальником связи Белорусского военного округа. Скоропостижно скончался 24 мая 1946 года, похоронен на Военном кладбище Минска.
Был награждён орденом Ленина, двумя орденами Красного Знамени, орденами Отечественной войны 1-й и 2-й степеней, двумя орденами Красной Звезды, рядом медалей.